# مناورات النبي الأعظم الأمنية 2016
مناورات النبي الأعظم الأمنية 2016 (بالفارسية: رزمایش امنیتی پیامبر اعظم) هي مناورات أقامها قوات حرس الثورة الإسلامية في أبريل 2016 في منطقة جالق بالقرب من مدينة سراوان جنوب شرق إيران برعاية اللواء محمد باقري نائب رئيس هيئة الأركان العامة للقوات المسلحة الإيرانية والعميد حسين سلامي نائب محمد علي جعفري القائد العام لحرس الثورة الإسلامية وقائد القوة البرية للحرس الثوري العميد محمد باكبور وعدة من القادة العسكريين الكبار تحت شعار «يا رسول الله».

## فترة إقامة المناورات
بدأت المرحلة الأولى من هذه المناورات صباح اليوم الثلاثاء المصادف ل12 أبريل 2016 في منطقة سراوان بمحافظة سيستان وبلوجستان جنوب شرق إيران وتستمر ثلاثة أيام.

## نطاق المناورات
وتجري هذه المناورات في جنوب شرقي إيران وبشکل متزامن في محافظات سيستان وبلوجستان وجنوبي محافظة كرمان وجنوبي محافظة خراسان الجنوبية وشرقي محافظة هرمزغان تحت قيادة مقر القدس التابع للقوات البرية لحرس الثورة الإسلامية.

## هدف المناورات
و من أهداف إقامة المناورة يمکن أن يشار إلی النقاط التالية:
- الحفاظ على الجهوزية القتالية للوحدات الإقليمية
- عرض قدرات القوات المسلحة في منطقة شرقي البلاد،
- تحصين هذه المنطقة مرتكز على توطين الأمن
- استخدام بعض التاكتيكات العملياتية.[1][6][7]

## رسالة المناورات
ومن جهته أکد قائد مقر القدس التابع لقوات حرس الثورة الاسلامیة – المتحدث باسم مناورات النبی الأعظم - العمید علی رضا عسکری مارانی، إن هذه المناورات تحمل رسالة الردع امام أعداء الجمهوریة الاسلامیة الایرانیة وكذلك رسائل إيرانية للآخرين، مفادها أن البلاد جاهزة للتعاون مع دول المنطقة والدول الجارة لمواجهة التحديات الإقليمية. وأضاف إن إيران جاهزة لمواجهة أي تحركات أو تهديدات إرهابية قد تواجه البلاد.

## طيران طائرات بدون طيار ومروحيات
حلقت أكثر من 10 طائرات بدون طيار من طرازات حماسة ومهاجر وأبابيل وشاهد وصادق وطارق في سماء منطقة المناورات بمحافظة سيستان وبلوشستان لمراقبة ورصد المنطقة.
نفذت طائرات بدون طيار مهمات استطلاعية في مناورات والتي تشارك فيها أنواع عديدة من الطائرات بدون طيار المصنعة محليا ومنها طائرة شاهد-129 بعيدة المدى والتي نفذت مهمات استطلاعية في عمق 100 كيلومتر. وتم عرض الصور التي التقطتها هذه الطائرات بصورة حية للقادة العسكريين المشرفين على المناورات.
كذلك نفذت مروحيات من طراز ميل 17 تابعة للحرس الثوري عمليات نقل للقوات بدعم من مروحيات من طراز كبرا في منطقة المناورات.
وقامت 3 مروحيات تابعة لطيران الحرس الثوري بعملية الجوقلة وقصف مواقع العدو المفترض في منطقة المناورات.

## معرض الصور

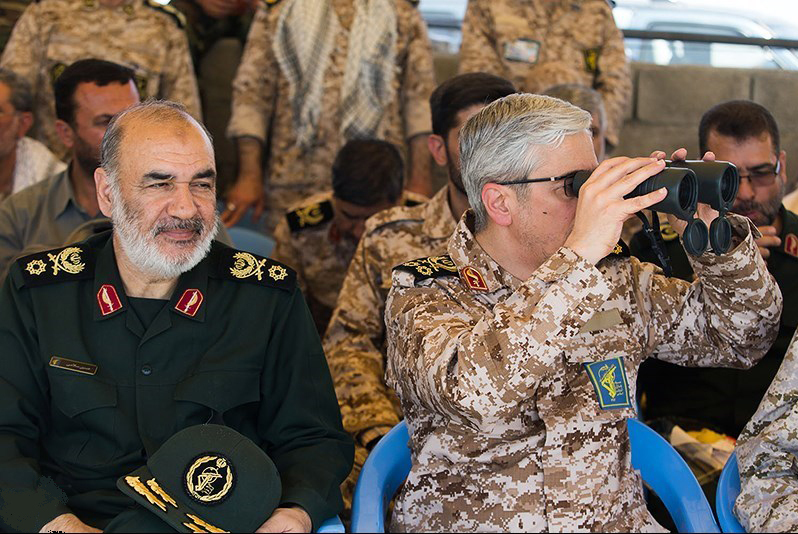
اللواء محمد باقري والعميد حسين سلامي في اليوم الأول من المناورات.
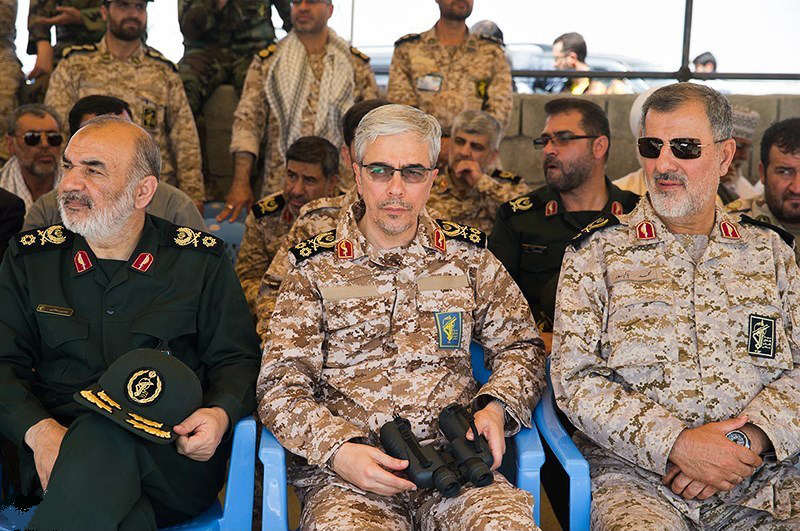
اللواء محمد باقري والعميد حسين سلامي والعميد محمد باكبور في اليوم الأول من المناورات.
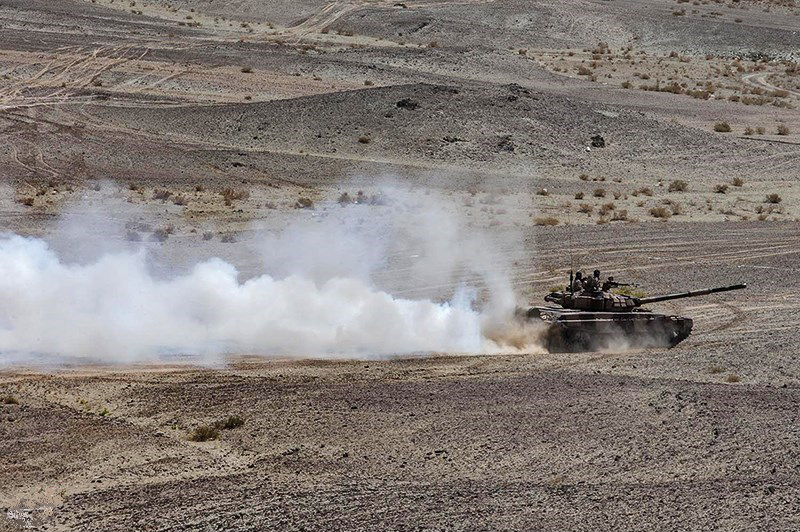
.
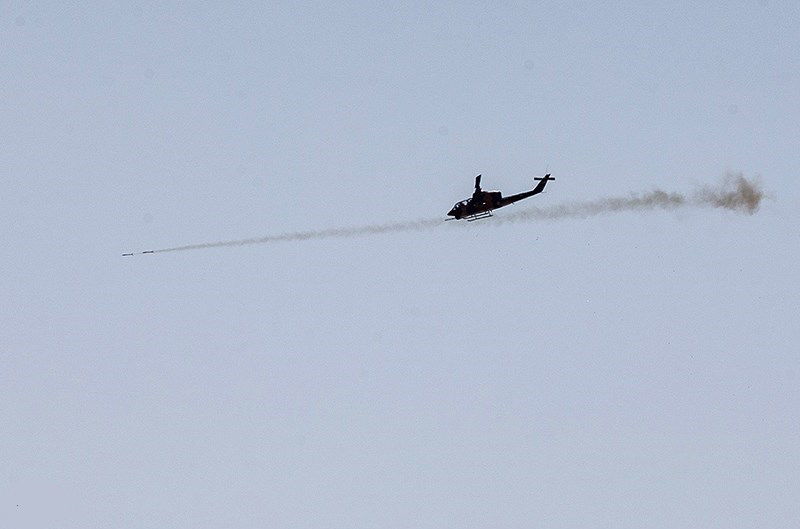
.
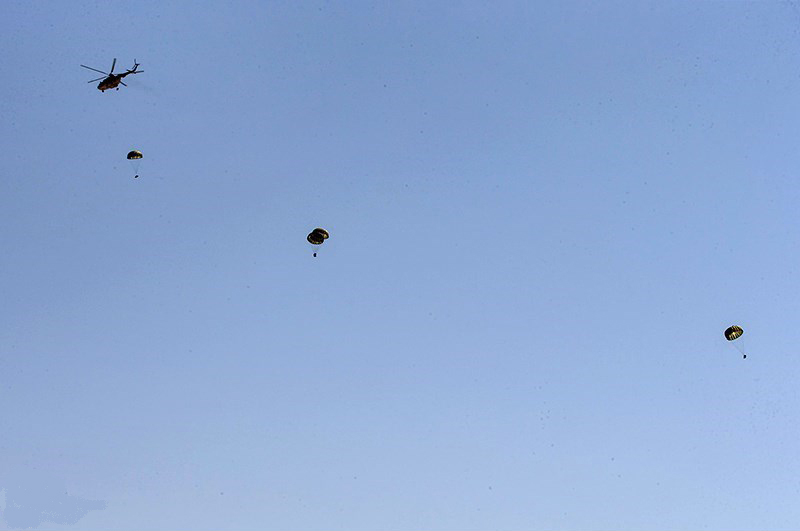
.
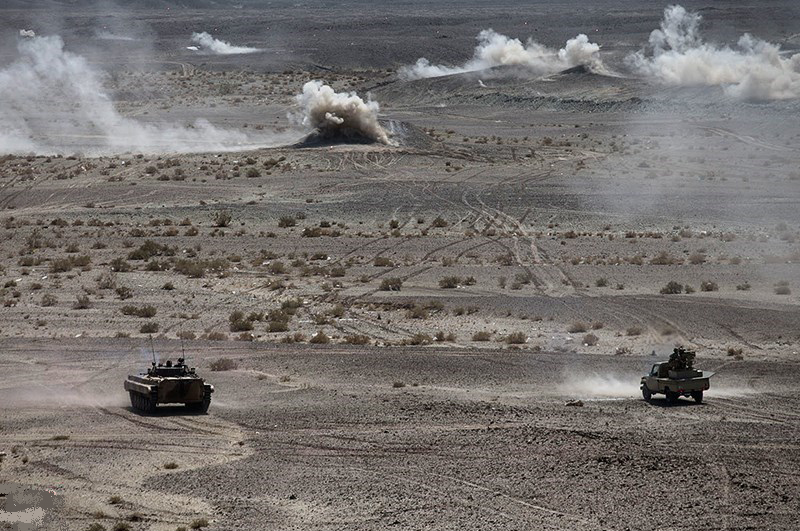
.
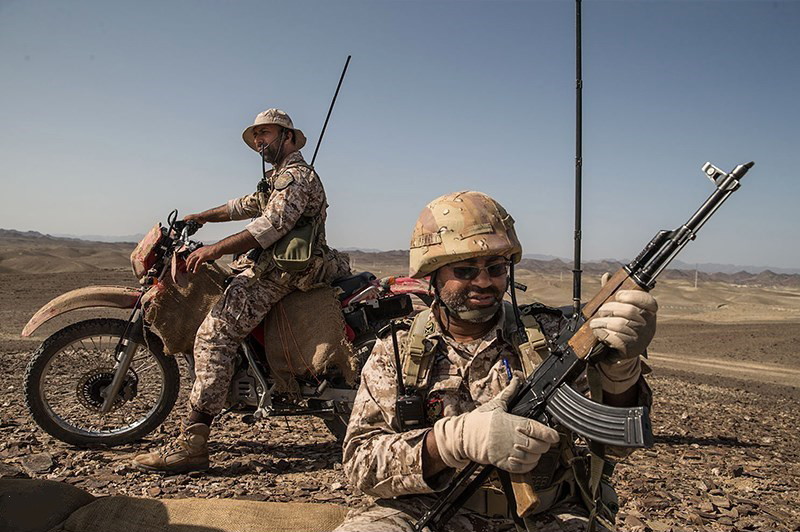
.
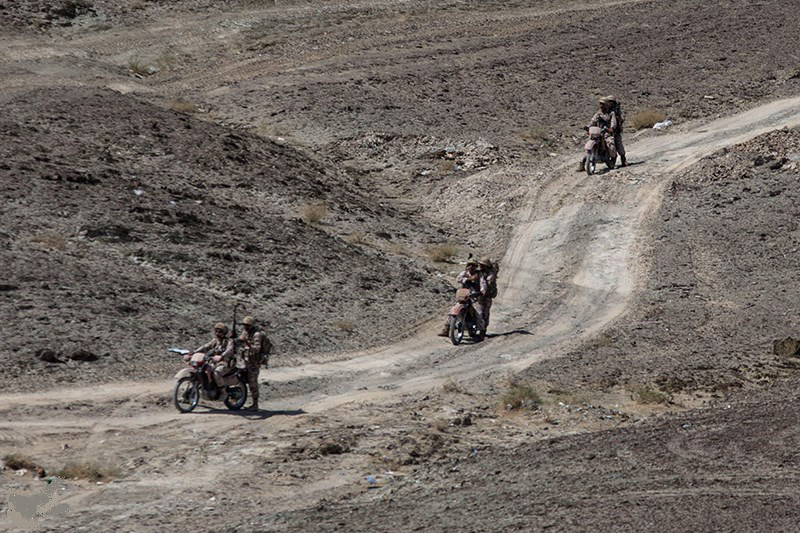
.
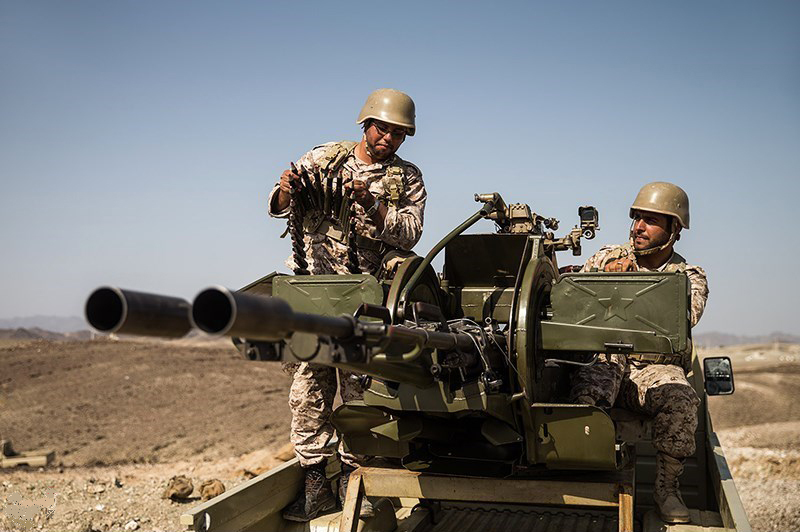
.
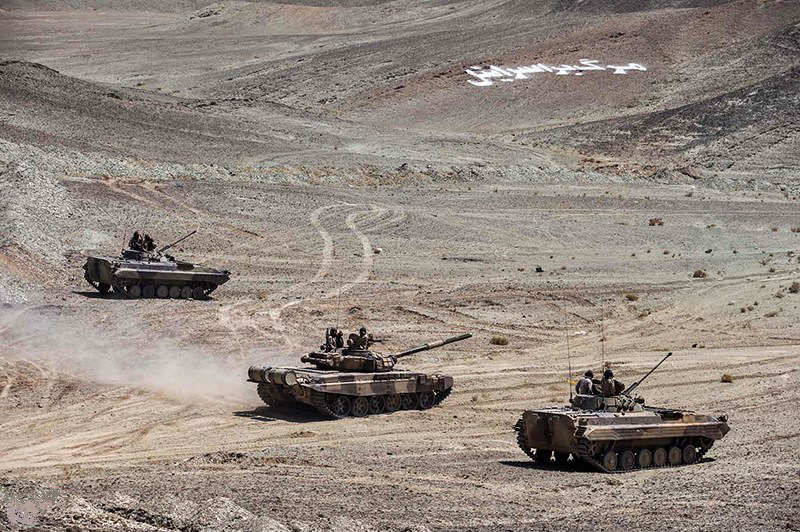
.
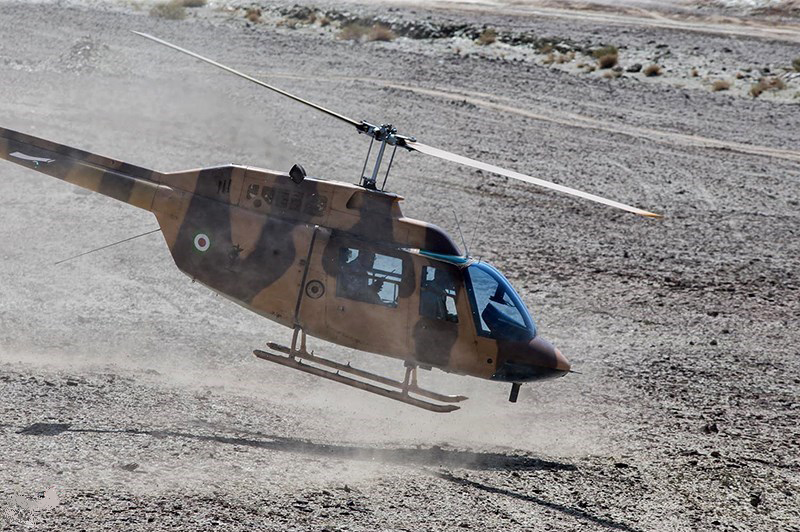
.
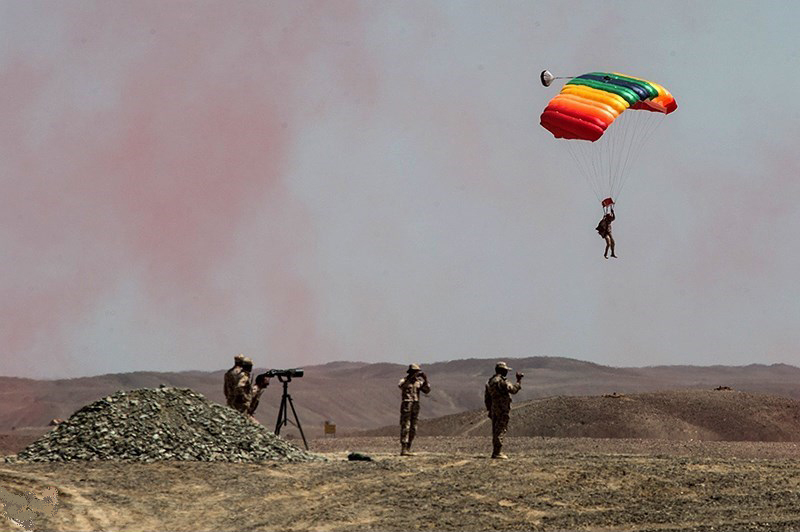
.
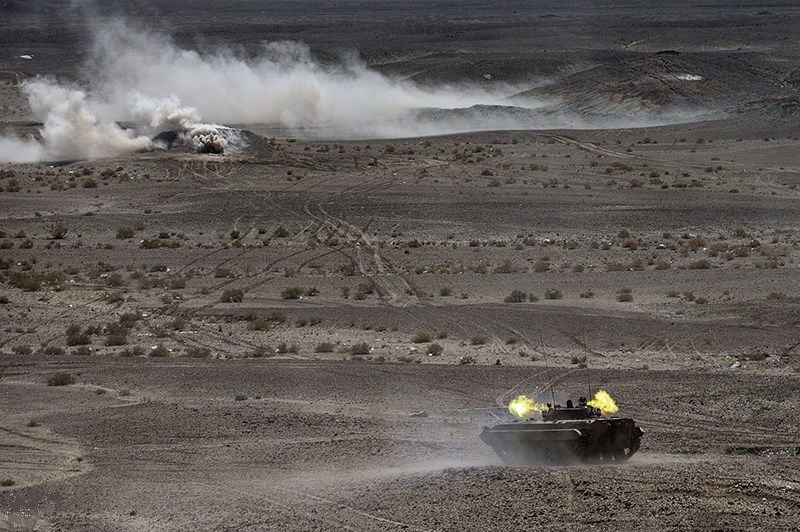
.